# Nicolae Gane
Nicolae Gane (1. února 1838 Fălticeni, Suaceva – 16. dubna 1916 Iași) byl moldavský prozaik, básník a politik.

## Životopis
Narodil se v bojarské rodině Mateie Ganeho (1789–1869) a Ruxandry rozené Văsescu. Měl bratra Mateie. S manželkou Sofií rozenou Stoianovici (1845) měl tři děti: Alexandru (1870–1955), Elenu Emandi (1873–1965) a Ecaterinu.
Své vzdělání začal na základní škole založené v jeho rodném městě Neofitem Scribanem, po níž následovala francouzská internátní škola Louise Jourdana v Iaşi. Gane zamýšlel studovat výtvarná umění v Paříži, ale narazil na odpor své rodiny, tak se rozhodl pro vládní kariéru.
Kariéru začal jako člen tribunálu župy Suceava, r. 1860 se stal jeho předsedou. V průběhu let střídal zaměstnání, přičemž migroval přes několik moldavských měst; jeho pozice zahrnovaly prefekta v župě Suceava (1863) a později v župě Dorohoi. V roce 1864 nastoupil k odvolacímu soudu ve Focșani, následující rok byl převelen na podobnou pozici v Iași, kde se usadil na zbytek svého života. Byl členem rumunského svobodného zednářství, v roce 1866 dosáhl hodnosti mistra zednáře.
Jeho kolega z odvolacího soudu Vasile Pogor a bratři Iacob a Leon C. Negruzzi uvedli Ganea do rumunské literární společnosti Junimea. V roce 1883 vstoupil do Národně liberální strany (PNL). Jeho dlouhá politická kariéra zahrnovala dvě funkce prefekta župy Iaşi (1870, 1901), pět funkčních období starosty Iaşi (1872–1876; 1881; 1887–1888; 1896–1899; 1907–1911), členství v rumunském parlamentu a od listopadu 1897 do dubna 1899 vedení senátu. V březnu 1888, když vůdce PNL Ion C. Brătianu přeskupil kabinet a jmenoval dva nové ministry. Jedním z nich byl Gane, který obdržel portfolio Zemědělství, Průmysl, Obchod; vláda pokračovala v práci tři týdny. Když byl ve funkci starosty získalo jeho město v roce 1896 dlážděné cesty a plynové osvětlení a také novou budovu Národního divadla v Iaşi.
Jako spisovatel debutoval v roce 1867 v Junimea's Convorbiri Literare povídkou „Fluierul lui Ștefan“. V průběhu let až do roku 1886 publikoval stejný časopis spisy, periodicky vydávané v knižní podobě (Novele I–II, 1880; Novele I–III, 1886). Zkoušel i poezii (Poezii 1873; Poezii 1886), ale úspěšnější byl jako prozaik; jeho sentimentální a nostalgické příběhy byly v jeho době hojně čteny a ceněny. Kromě toho napsal několik memoárů. Po roce 1906 publikoval ve Viața Românească. V roce 1882 byl zvolen členem korespondentem Rumunské akademie, v roce 1908 se stal titulárním členem, v roce 1912 byl prezidentem její literární sekce a v letech 1912 až 1913 viceprezidentem Akademie. V roce 1906 vydal překlad Danteho Alighieriho Inferno, psaný v nedokonalých tercetech.
Tři místa související s Ganem v Iaşi byla uvedena jako historické památky rumunského ministerstva kultury a náboženských záležitostí: jeho dům z počátku 19. století, nyní muzeum; jeho busta z roku 1943 v parku Copou a jeho hrob na hřbitově Eternitatea. Nicu Gane National College ve Fălticeni nesla jeho jméno od roku 1923 do roku 1948 a potom od roku 1970.

## Dílo
- Fluierul lui Ștefan – 1867
- Poezii – 1873
- Novele I–II – 1880
- Poezii – 1886
- Novele I–III – 1886
- Novele – Bucureşti: Universala, 1900
- Bogdan Petriceicu-Hasdeu: discurs rostit la 13 Maiu (26 Iunie) 1909 – Nicolae Gane, Iacob C. Negruzzi. Bucureşti: Carol Göbl, 1909
- Petrea dascălul – Bucureşti: Alcalay, 1920
- Comoara de pe rarău: Nuvele – Ediţ. ingrijiţă şi prefaţată de Ilie Dăn. Bucureşti: Minerva, 1971

### V češtině
- Rumunské novelly [Eleonora. Štěpánova šalmaj. Osmanova skála][1] – přeložili Jiří Staca a K. Hora. Praha: Jan Otto, 1912
- Svatoondřejská noc – př. Antonín Křečan; in: 1000 nejkrásnějších novel... č. 30. Praha: J. R. Vilímek, 1912